# Leyland (Lancashire)
Leyland (ˈleɪ'lənd) ist eine Kleinstadt (Town) in der englischen Grafschaft Lancashire.

## Geschichte
Leyland wird im Domesday Book von 1085 erwähnt. Das sogenannte Leyland-Steinkreuz ist deutlich älter und dürfte auf sächsische Siedler hindeuten.
Um 1200 wurde die Andreaskirche erbaut.
Eine besondere Bedeutung erhielt der Ort durch das Unternehmen Leyland Motors, das eine eminent wichtige Rolle in der Geschichte der britischen Kraftfahrzeugindustrie spielt. Der Sitz und das Werk befinden sich jedoch im Nachbarort Farington.
Aus den 1970er Jahren stammt der Großteil der Wohnbebauung.

## Verkehr
Durch die Kommune führt im Osten die M6. Der Bahnhof liegt an der West Coast Main Line.

## Sehenswürdigkeiten

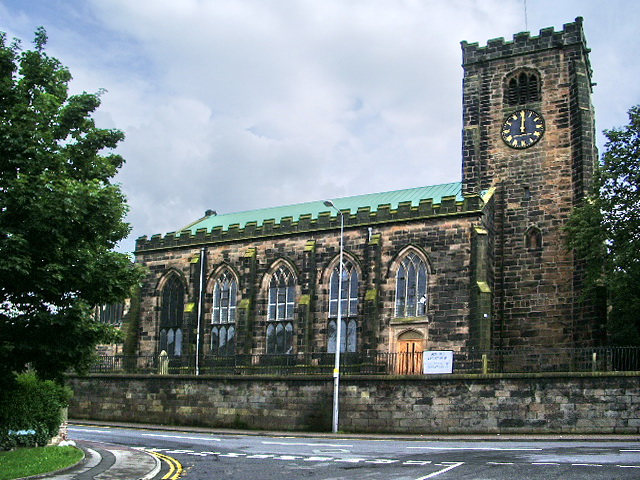
Andreaskirche

- Andreaskirche (St Andrew’s Church), ursprünglich aus der Zeit um 1200, Ergänzungen im 14. Jahrhundert und später
- Ambrosiuskirche (St Ambrose’s Church), 1884 bis 1885 erbaut
- Jakobskirche (St James‘ Church), 1854 bis 1855 erbaut
- Worden Old Hall, Fachwerk-Herrenhaus, um 1620 entstanden, zahlreiche sehenswerte Ergänzungen
- Peacock Hall, 1626 erbaut
- Dunkirk Hall, 1628 erbaut

## Persönlichkeiten
- Patrick Dever (* 1996), Langstreckenläufer